# Condado de Agüera
El Condado de Agüera es un título nobiliario español creado el 30 de julio de 1789, con el Vizcondado previo de Cañedo, por el rey Carlos IV a favor de Martín Mariano Ramón Cañedo y Argüelles, regidor perpetuo de Oviedo.

## Condes de Agüera
|                             | Titular                                    | Periodo                |
| Creación por Carlos IV      | Creación por Carlos IV                     | Creación por Carlos IV |
| --------------------------- | ------------------------------------------ | ---------------------- |
| I                           | Martín Mariano Ramón Cañedo y Argüelles    | 1789-                  |
| II                          | Nicolás Gabriel Cañedo y Valdés            | -1833                  |
| III                         | Juan Ramón Cañedo y Miranda                | 1833-1843              |
| IV                          | Valentín Cañedo y Lamas                    | 1854-                  |
| Rehabilitación por Amadeo I |                                            |                        |
| V                           | Francisco Julián Cañedo y Sierra           | 1871-1895              |
| VI                          | César Cañedo y Sierra                      | 1895-1919              |
| VII                         | César Cañedo y González-Longoria           | 1920-1955              |
| VIII                        | María de Covadonga Cañedo y Álvarez-Buylla | 1959-2013              |
| IX                          | César Serrano de la Torre                  | 2014-actual titular    |

## Historia de los condes de Agüera
- Martín Mariano Ramón Cañedo y Argüelles, I vizconde de Cañedo y luego I conde de Agüera.

1. Casó con Joaquina Melchora Valdés y Prada. Le sucedió su hijo:

- Nicolás Gabriel Cañedo y Valdés (- 1833), II conde de Agüera.

1. Casó con Ramona de Miranda y Queipo de Llano. Le sucedió su hijo:

- Juan Ramón Cañedo y Miranda (- 1843), III conde de Agüera.

1. Casó con Josefa Lamas y Menéndez. Le sucedió el 3 de octubre de 1854 su hijo:

- Valentín Cañedo y Lamas, IV conde de Agüera. Soltero y sin descendientes. Le sucedió su sobrino paterno Francisco Julián Cañedo y Sierra, hijo de su hermano Castor de Cañedo y Lamas (1815-1874) que había casado con Telesfora Josefa de Sierra y Quirós, quién rehabilitó el título.

Rehabilitado en 1871 por el sobrino paterno del IV conde: 
- Francisco Julián Cañedo y Sierra (1850 - 1895), V conde de Agüera. Soltero y sin descendientes. En 1895 sucedió su hermano:

- César de Cañedo y Sierra (1851 - 1919), VI conde de Agüera.

1. Casó primera vez con Francisca González-Longoria y Leal. Cuya hija María de los Ángeles Cañedo y González-Longoria, II marquesa de la Rodriga casó con Juan Bautista Muñoz y Bernaldo de Quirós, III duque de Tarancón, II conde de Casa Muñoz, y casó segunda vez con su cuñada Alicia González-Longoria y Leal. El 9 de febrero de 1920 sucedió, de su segundo matrimonio, su hijo:

- César Cañedo y González Longoria (1880 - 1955), VII conde de Agüera.

1. Casó con María de los Ángeles Álvarez-Buylla y López de Villamil. El 27 de enero de 1959 sucedió su hija:

- María de Covadonga Cañedo y Álvarez-Buylla (1910 - 2013), VIII condesa de Agüera.

1. Casó con José Manuel Serrano y González-Solares. Le sucedió en 2014, de su hijo César Serrano y Cañedo, el hijo de éste, por tanto su nieto paterno:

- César Serrano de la Torre, IX conde de Agüera.